# Argynnis magnifica
Argynnis magnifica är en fjärilsart som beskrevs av Ruggero Verity 1919. Argynnis magnifica ingår i släktet Argynnis och familjen praktfjärilar. Inga underarter finns listade i Catalogue of Life.